# Luogotenenti governatori dell'Alberta
Il luogotenente governatore dell'Alberta (in inglese: Lieutenant Governor of Alberta) è il rappresentante reale del monarca nella provincia canadese dell'Alberta. L'ufficio è stato istituito nel 1905, quando l'Alberta si è unita alla Confederazione canadese.

## Elenco
| Nr.                                     | Immagine                              | Nome (Nascita–Morte)                                   | Mandato                                     | Monarca                               | Note                                  |
| Luogotenente governatore dell'Alberta   | Luogotenente governatore dell'Alberta | Luogotenente governatore dell'Alberta                  | Luogotenente governatore dell'Alberta       | Luogotenente governatore dell'Alberta | Luogotenente governatore dell'Alberta |
| --------------------------------------- | ------------------------------------- | ------------------------------------------------------ | ------------------------------------------- | ------------------------------------- | ------------------------------------- |
| 1                                       |                                       | George H.V. Bulyea (1859–1928)                         | 1º settembre 1905 – 20 ottobre 1915         | Edoardo VII                           | [ 1 ] [ 2 ]                           |
| 1                                       | Giorgio V                             | George H.V. Bulyea (1859–1928)                         | 1º settembre 1905 – 20 ottobre 1915         |                                       | [ 1 ] [ 2 ]                           |
| 2                                       |                                       | Robert George Brett (1851–1929)                        | 20 ottobre 1915 – 29 ottobre 1925           | [ 1 ] [ 2 ]                           |                                       |
| 3                                       |                                       | William Egbert (1857–1936)                             | 29 ottobre 1925 – 5 maggio 1931             | [ 1 ] [ 2 ]                           |                                       |
| 4                                       |                                       | William Legh Walsh (1857–1938)                         | 5 maggio 1931 – 1º ottobre 1936             | [ 1 ] [ 2 ]                           |                                       |
| 4                                       | Edoardo VIII                          | William Legh Walsh (1857–1938)                         | 5 maggio 1931 – 1º ottobre 1936             | [ 1 ] [ 2 ]                           |                                       |
| 5                                       |                                       | Philip Carteret Hill Primrose (1864–1937)              | 1º ottobre 1936 – 17 marzo 1937 (morto)     | [ 1 ] [ 2 ]                           |                                       |
| 5                                       | Giorgio VI                            | Philip Carteret Hill Primrose (1864–1937)              | 1º ottobre 1936 – 17 marzo 1937 (morto)     | [ 1 ] [ 2 ]                           |                                       |
| Amministratore del Governo dell'Alberta |                                       |                                                        |                                             |                                       |                                       |
| –                                       |                                       | Horace Harvey (1863–1949) Chief Justice dell'Alberta   | 17 marzo 1937 – 23 marzo 1937               | Giorgio VI                            | [ 2 ]                                 |
| Luogotenente governatore dell'Alberta   |                                       |                                                        |                                             |                                       |                                       |
| 6                                       |                                       | John Campbell Bowen (1872–1957)                        | 23 marzo 1937 – 1º febbraio 1950            | Giorgio VI                            | [ 1 ] [ 2 ]                           |
| 7                                       |                                       | John James Bowlen (1876–1959)                          | 1º febbraio 1950 – 16 dicembre 1959 (morto) | Giorgio VI                            | [ 1 ] [ 2 ]                           |
| 7                                       | Elisabetta II                         | John James Bowlen (1876–1959)                          | 1º febbraio 1950 – 16 dicembre 1959 (morto) |                                       | [ 1 ] [ 2 ]                           |
| Amministratore del Governo dell'Alberta |                                       |                                                        |                                             |                                       |                                       |
| –                                       |                                       | Clinton J. Ford (1882–1964) Chief Justice dell'Alberta | 16 dicembre 1959 – 19 dicembre 1959         | Elisabetta II                         | [ 2 ]                                 |
| Luogotenente governatore dell'Alberta   |                                       |                                                        |                                             |                                       |                                       |
| 8                                       |                                       | John Percy Page (1887–1973)                            | 19 dicembre 1959 – 6 gennaio 1966           | Elisabetta II                         | [ 1 ] [ 2 ]                           |
| 9                                       |                                       | John Walter Grant MacEwan (1902–2000)                  | 6 gennaio 1966 – 2 luglio 1974              | Elisabetta II                         | [ 1 ] [ 2 ]                           |
| 10                                      |                                       | Ralph Garvin Steinhauer (1905–1987)                    | 2 luglio 1974 – 18 ottobre 1979             | Elisabetta II                         | [ 1 ] [ 2 ]                           |
| 11                                      |                                       | Francis Charles Lynch-Staunton (1905–1990)             | 18 ottobre 1979 – 22 gennaio 1985           | Elisabetta II                         | [ 1 ] [ 2 ]                           |
| 12                                      |                                       | Wilma Helen Hunley (1920–2010)                         | 22 gennaio 1985 – 11 marzo 1991             | Elisabetta II                         | [ 1 ] [ 2 ]                           |
| 13                                      |                                       | Thomas Gordon Towers (1919–1999)                       | 11 marzo 1991 – 17 aprile 1996              | Elisabetta II                         | [ 1 ] [ 2 ]                           |
| 14                                      |                                       | Horace Andrew Olson (1925–2002)                        | 17 aprile 1996 – 10. febbraio 2000          | Elisabetta II                         | [ 1 ] [ 2 ]                           |
| 15                                      |                                       | Lois E. Hole (1929–2005)                               | 10 febbraio 2000 – 6 gennaio 2005 (morto)   | Elisabetta II                         | [ 1 ] [ 2 ]                           |
| Amministratore del Governo dell'Alberta |                                       |                                                        |                                             |                                       |                                       |
| –                                       |                                       | Catherine Fraser (1947–) Chief Justice dell'Alberta    | 6 gennaio 2005 – 20 gennaio 2005            | Elisabetta II                         | [ 2 ]                                 |
| Luogotenente governatore dell'Alberta   |                                       |                                                        |                                             |                                       |                                       |
| 16                                      |                                       | Norman Lim Kwong (1929–2016                            | 20 gennaio 2005 – 11 maggio 2010            | Elisabetta II                         | [ 1 ] [ 2 ]                           |
| 17                                      |                                       | Donald Stewart Ethell (1937–)                          | 11 maggio 2010 – 12 giugno 2015             | Elisabetta II                         | [ 1 ] [ 2 ]                           |
| 18                                      |                                       | Lois Elizabeth Mitchell (1939–)                        | 12 giugno 2015 – 26 agosto 2020             | Elisabetta II                         | [ 1 ] [ 2 ]                           |
| 19                                      |                                       | Salma Lakhani (?–)                                     | 26 agosto 2020 – in carica                  | Elisabetta II                         | [ 1 ] [ 2 ]                           |